# FC Zarya Leninsk-Kuznetsky
FC Zarya-SUEK Leninsk-Kuznetsky es un equipo de fútbol de Léninsk-Kuznetski, Óblast de Kémerovo, Rusia. 
Fundado en 1990 y disputó hasta la actualidad todas sus temporadas en las 3 altas categorías rusas.
Participó en la Liga 1 desde 1991 a 1993 y 2005 a 2007. Desde 1993 a 2005 y 2007 al 2008 en la Liga 2 y desde el 2008 disputa la Liga 3.
En 1997 llegó a los cuartos de final de la Copa de Rusia, eliminando a dos equipos poderosos de la Liga 1 el F.C. KAMAZ y P.F.K. CSKA Moskva. 

## Nombres del Club
- 1990-1991 = Shakhtyor Leninsk-Kuznetsky
- 1992-1999 = Zarya Leninsk-Kuznetsky
- 2000-2002 = Shakhtyor Leninsk-Kuznetsky
- 2002-2004 = Zarya-UOR Leninsk-Kuznetsky
- 2004-2008 = Zarya Leninsk-Kuznetsky
- 2008-2009 = Zarya-SUEK Leninsk-Kuznetsky

## Plantilla 2013/2014
Datos actualizados al 13 de septiembre de 2014.